# László Jeney
László Jeney (Cluj-Napoca, 30 maggio 1923 – Budapest, 24 aprile 2006) è stato un pallanuotista ungherese, vincitore di due medaglie d'oro alle olimpiadi di Helsinki 1952 e Melbourne 1956, una d'argento a Londra 1948 ed una medaglia di bronzo all'olimpiade di Roma 1960.